# Ollioules
Ollioules (in provenzale Oliulas) è un comune francese di 13 199 abitanti situato nel dipartimento del Var della regione della Provenza-Alpi-Costa Azzurra.

## Amministrazione

### Gemellaggi
- Porretta Terme

## Società

### Evoluzione demografica
Abitanti censiti